# Darío Aimar
Darío Javier Aimar Álvarez (n. Quinindé, Ecuador; 5 de enero de 1995) es un futbolista ecuatoriano. Juega como defensa y su equipo actual es Liga Deportiva Universitaria de la Serie A de Ecuador.

## Trayectoria

### Liga de Loja
En 2013 debutó con Liga de Loja, jugando algunos partidos en reserva, ya para 2015 se afianzó como titular en el cuadro lojano, pese a que su equipo descendió a la Serie B llamó la atención de los grandes de Ecuador debido al alto fútbol mostrado a la hora de defender y disputando casi todos los partidos ese año.

### Barcelona S. C.
El 15 de diciembre de 2015, Barcelona de Guayaquil confirmó que adquirió sus derechos deportivos por cinco temporadas. Su debut con la camiseta del ídolo del astillero fue el 14 de febrero en la victoria 2-1 ante Delfín Sporting Club, teniendo Aimar buenos calificativos debido al gran nivel mostrado. A la fecha siguiente marcó su primer gol en la victoria 3-0 de Barcelona ante River Plate de Ecuador. Fue considerado en el 11 estelar de la temporada 2016 del campeonato ecuatoriano de fútbol, mismo año donde fue campeón y pieza clave en la defensa del Barcelona Sporting Club.

### The Strongest
En 2024 firmó por un año con el Club The Strongest de la Primera División de Bolivia, con el equipo atrigrado disputó en total 32 partidos y marcó un gol, dejó el club al finalizar su contrato.

### Liga Deportiva Universitaria
En su regreso a Ecuador, el 13 de enero de 2025 fue anunciado por Liga Deportiva Universitaria de la Serie A de Ecuador por una temporada.

## Selección nacional
El 29 de abril de 2016 el entrenador de Ecuador, Gustavo Quinteros, presentó la nómina de 40 preseleccionados para lo que sería la Copa América Centenario donde figuraba el nombre de la joven promesa en la zaga de Ecuador.

### Participaciones en eliminatorias
| Eliminatorias      | Sede            | Resultado      |
| ------------------ | --------------- | -------------- |
| Eliminatorias 2018 | América del Sur | No clasificado |

## Estadísticas

### Clubes
Actualizado al último partido disputado el 17 de agosto de 2025.
| Liga de Loja · Ecuador                 | 1.ª                 | 2014                | 2   | 0  | — | — | —  | — | 2   | 0  | 0 |
| Liga de Loja · Ecuador                 | 1.ª                 | 2015                | 15  | 1  | — | — | 0  | 0 | 15  | 1  | 0 |
| Liga de Loja · Ecuador                 | Total club          | Total club          | 17  | 1  | 0 | 0 | 0  | 0 | 17  | 1  | 0 |
| Barcelona S. C. · Ecuador              | 1.ª                 | 2016                | 40  | 3  | — | — | 2  | 0 | 42  | 3  | 0 |
| Barcelona S. C. · Ecuador              | 1.ª                 | 2017                | 29  | 1  | — | — | 10 | 0 | 39  | 1  | 0 |
| Barcelona S. C. · Ecuador              | 1.ª                 | 2018                | 13  | 1  | — | — | 2  | 0 | 15  | 1  | 0 |
| Barcelona S. C. · Ecuador              | 1.ª                 | 2019                | 18  | 0  | 4 | 0 | 0  | 0 | 22  | 0  | 0 |
| Barcelona S. C. · Ecuador              | 1.ª                 | 2020                | 28  | 2  | — | — | 11 | 0 | 39  | 2  | 0 |
| Barcelona S. C. · Ecuador              | 1.ª                 | 2021                | 1   | 0  | — | — | 0  | 0 | 1   | 0  | 0 |
| Barcelona S. C. · Ecuador              | 1.ª                 | 2022                | 12  | 0  | 0 | 0 | 8  | 0 | 20  | 0  | 0 |
| Barcelona S. C. · Ecuador              | Total club          | Total club          | 141 | 7  | 4 | 0 | 33 | 0 | 178 | 7  | 0 |
| S. D. Aucas · Ecuador                  | 1.ª                 | 2023                | 5   | 0  | — | — | 2  | 0 | 7   | 0  | 0 |
| S. D. Aucas · Ecuador                  | Total club          | Total club          | 5   | 0  | 0 | 0 | 2  | 0 | 7   | 0  | 0 |
| Guayaquil City · Ecuador               | 1.ª                 | 2023                | 13  | 0  | — | — | —  | — | 13  | 0  | 0 |
| Guayaquil City · Ecuador               | Total club          | Total club          | 13  | 0  | 0 | 0 | 0  | 0 | 13  | 0  | 0 |
| The Strongest · Bolivia                | 1.ª                 | 2024                | 25  | 1  | — | — | 7  | 0 | 32  | 1  | 0 |
| The Strongest · Bolivia                | Total club          | Total club          | 25  | 1  | 0 | 0 | 7  | 0 | 32  | 1  | 0 |
| Liga Deportiva Universitaria · Ecuador | 1.ª                 | 2025                | 7   | 1  | 1 | 0 | 2  | 0 | 10  | 1  | 0 |
| Liga Deportiva Universitaria · Ecuador | Total club          | Total club          | 7   | 1  | 1 | 0 | 2  | 0 | 10  | 1  | 0 |
| Total en su carrera                    | Total en su carrera | Total en su carrera | 208 | 10 | 5 | 0 | 44 | 0 | 257 | 10 | 0 |
| 1. 2.                                  |                     |                     |     |    |   |   |    |   |     |    |   |

## Palmarés

### Campeonatos nacionales
| Título               | Club                         | País    | Año  |
| -------------------- | ---------------------------- | ------- | ---- |
| Serie A de Ecuador   | Barcelona S. C.              | Ecuador | 2016 |
| Serie A de Ecuador   | Barcelona S. C.              | Ecuador | 2020 |
| Supercopa de Ecuador | Liga Deportiva Universitaria | Ecuador | 2025 |

### Distinciones individuales
| Distinción                                                 | Año  |
| ---------------------------------------------------------- | ---- |
| Incluido en el 11 ideal de la Copa Banco del Pacífico      | 2016 |
| Incluido en el 11 ideal de la Serie A de Ecuador por Claro | 2016 |
| Incluido en el 11 ideal de la Copa Banco del Pacífico      | 2017 |